# NGC 7731
NGC 7731 ist eine Balken-Spiralgalaxie vom Hubble-Typ SBa im Sternbild Fische auf der Ekliptik. Sie ist schätzungsweise 135 Millionen Lichtjahre von der Milchstraße entfernt und hat einen Durchmesser von etwa 65.000 Lichtjahren. Gemeinsam mit NGC 7732 bildet sie das gravitativ gebundenes Galaxienpaar Holm 813 oder KPG 590 und zusammen mit drei weiteren Galaxien die NGC 7757-Gruppe (LGG 482).
Das Objekt wurde am 27. Oktober 1864 von Albert Marth entdeckt.